# Перов, Виктор Михайлович
Виктор Михайлович Перов (14 ноября 1917, Чарджуй — 14 декабря 2005) — советский лётчик. Награждён бельгийскими орденами Леопольда II и Короны.

## Биография
Родился в городе Чарджуй (ныне — Туркменабад, административный центр Лебапского велаята, Туркменистан) 14 ноября 1917 года. Детство провёл в Ташкенте и Иране, где работал его отец. С 1927 года их семья жила в Москве. Ещё в школе Перов увлёкся авиацией. В 1938 году он окончил лётную школу в Борисоглебске и получил назначение на службу в истребительный авиаполк в Орше. С 1940 года служил в Риге.
Виктор Перов участвовал в Великой Отечественной войне. В воздушном бою под Псковом его самолёт был сбит, но лётчику удалось выпрыгнуть с парашютом. В результате этого происшествия он получил множество ран и ожогов и попал в госпиталь. После выздоровления Перов работал лётчиком-инструктором в учебном центре Архангельского военного округа. Летом 1942 года Перов был направлен на перегонку американских самолётов с Аляски в Сибирь.
После окончания войны работал в полярной авиации. Он пилотировал самолёты, обслуживавшие полярные станции СП-2, СП-3, СП-4 и СП-5. Во время работы в Арктике Перову не раз приходилось спасать терпящих бедствие. В 1956 году участвовал в спасении норвежско-шведско-советской экспедиции на Шпицбергене.
В 1957—1959 годах Перов работал в составе советской экспедиции в Антарктиде. 11 декабря 1958 года в Кристальных горах (Антарктида, координаты: 72°00′ ю. ш. 29°00′ в. д.), в 250 км от бельгийской антарктической станции «Король Бодуэн», разбился самолёт с бельгийской экспедицией на борту. В числе членов экспедиции был принц Антуан де Линь. Капитаном бельгийцев был Гастон де Жерлаш. Помощь в их спасении предложили советские полярники со станции Мирный, вылеты поддерживала австралийская станция Моусон. Командиром воздушного судна (Ли-2 с бортовым номером Н-495), посланного на их поиски, был назначен Виктор Перов. Поиски велись в сложнейших метеоусловиях, при отсутствии точных карт и проблемах в работе радиосвязи. Ситуация осложнялась неизученностью местности, на картографирование которой и вылетели бельгийцы. После нескольких дней поисков, 16 декабря, бельгийские полярники были найдены и спасены. За этот подвиг Перов в 1959 году был награждён орденом Леопольда II, а в 2001 — орденом Короны.
Позднее Перов был председателем Полярной комиссии Московского центра Русского географического общества и сопредседателем Общества советско-бельгийской дружбы. Написал книгу воспоминаний «Полярными трассами».

### Семья
Отец — Михаил Гаврилович Перов (1896—1936), партийный работник, заместитель начальника Дальстроя; погиб в авиакатастрофе.
Мать — Клавдия Сергеевна Перова (1900—1936).
Супруга — Ираида Васильевна (1921—1990).
Сыновья: Андрей (род. 1941), Михаил (род. 1946).

## Награды
- два ордена Ленина
- два ордена Красного Знамени
- два ордена Отечественной войны I степени
- два ордена «Знак Почёта»
- медаль «За отвагу»
- Командор ордена Леопольда II
- Великий офицер ордена Короны
- Почётный Гражданин Бельгии;
- медали
- Почётный знак Российского комитета ветеранов войны
- Нагрудный знак «Почетный Полярник».

## Память
Именем В. М. Перова названа одна из гор Антарктиды.
Подвигу Виктора Перова посвящён ряд книг, фильм «Закон Антарктиды» и картина Игоря Рубана «Экипаж летчика Перова спасает членов бельгийской антарктической экспедиции» (находится в экспозиции музея Арктики и Антарктики).